# 瓜地馬拉交通

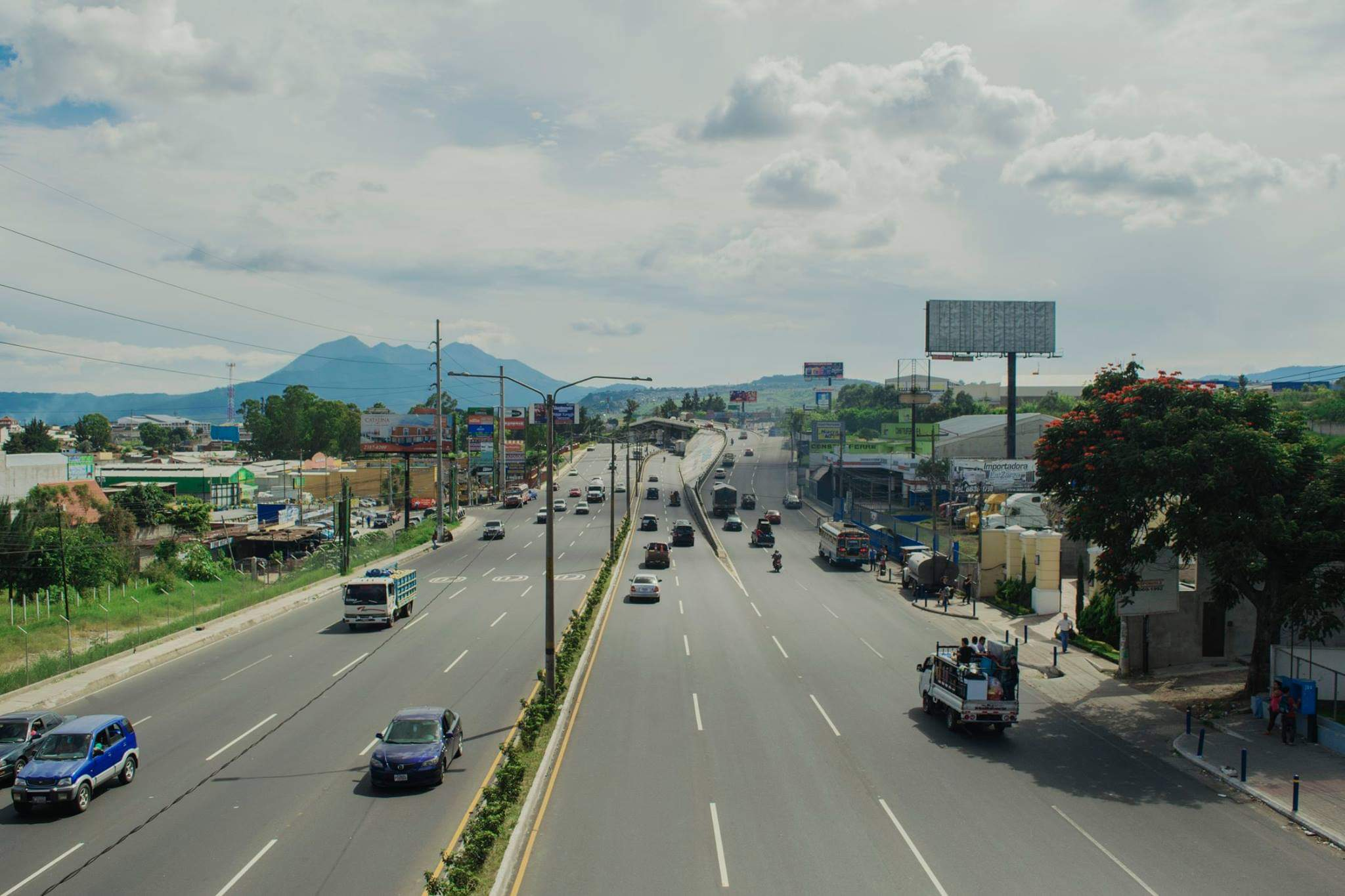
位于危地马拉城比亞努埃瓦的CA-9公路

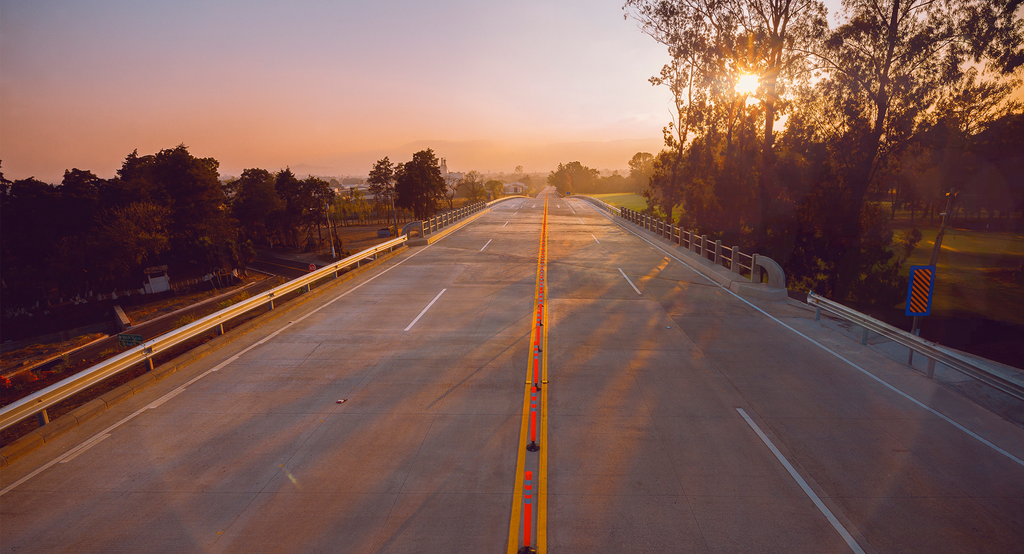
位于危地马拉城市郊的VAS高速公路

危地马拉交通包括公路、鐵路、水路、港口和機場。根據危地马拉交通、基礎設施和住房部的數據，到2014年，公路網的总長度為16,860,680公里，它们連接了該國及其邻国的主要城市。根據危地馬拉稅務總局提供的數據，截至2019年，該國的車隊數量為370萬輛。

## 公路交通

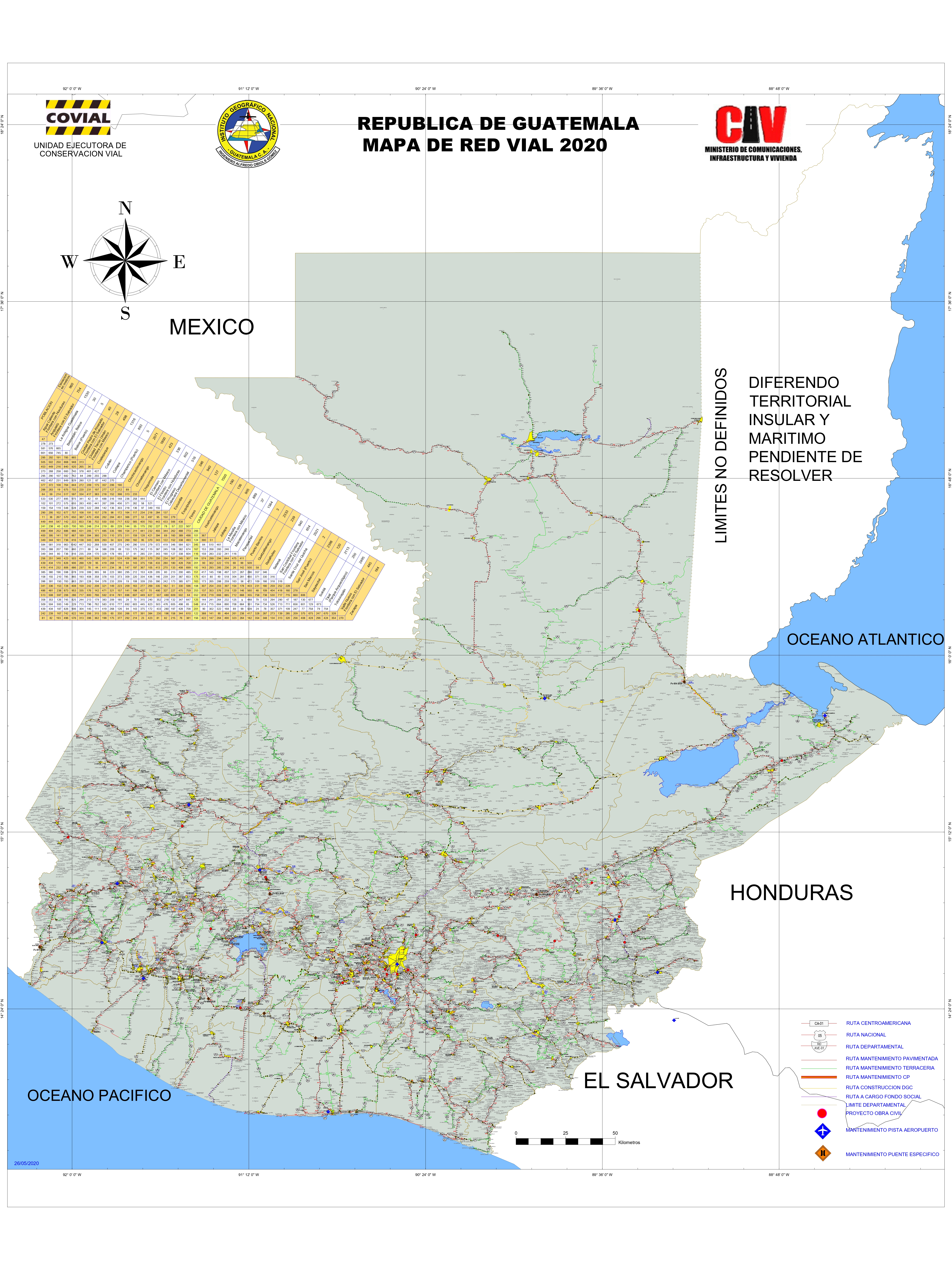
危地马拉公路交通地图

危地馬拉擁有廣泛的道路網絡，按道路類型分類，其中有12.72％的道路與墨西哥和中美洲国家相連，有17.27％的道路是國家高速公路，有43.84％的道路是国家普通公路，有26.17％的道路是農村公路。該國的所有高速公路都以危地馬拉市為起點，該國最繁忙的國際公路中有連接墨西哥與中美洲的泛美高速公路、以及連接危地馬拉位于加勒比海的巴里奧斯港和本国位于太平洋的圣何塞港的CA-9高速公路。
該國的大多數公路是連接危地馬拉主要城市的国道，其中包括帕林至埃斯昆特拉的高速公路，VAS公路，連接該国大多數城市的CA-2国道和CA-13国道。
| 路線分類 | 公路路面类型 | 公路路面类型 | 公路路面类型 | 总里程（千米） |
| 路線分類 | 沥青路面     | 水泥路面     | 土路         | 总里程（千米） |
| 国际公路 | 2,005.180    | 140.000      | 0.000        | 2,145.180      |
| 国道     | 1,858.900    | 44.000       | 1,008.800    | 2,911.700      |
| 省道     | 3,321.861    | 50.450       | 4,019.063    | 7,391.374      |
| 农村公路 | 0.000        | 0.000        | 4,412.426    | 4,412.426      |
| 合计     | 合计         | 合计         | 合计         | 16,860.680     |

### 长途运输

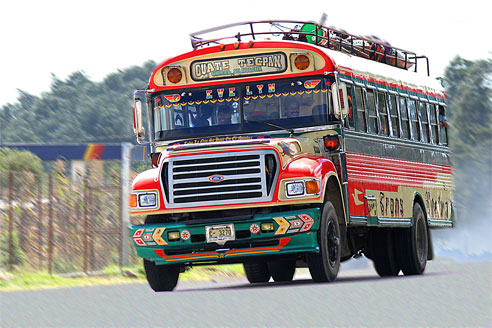
危地马拉公路上的福特牌公交车，由报废的美国校车改装而成

危地马拉的长途公交车多由报废的美国校车改装而成，也有部分是使用現代空調的原装进口公交車。
CA1號公路連接墨西哥、薩爾瓦多與瓜地馬拉市，CA9號公路連接瓜國两大海港巴里奥斯港和圣何塞港；CA2號公路為太平洋沿岸聯絡道路；CA13則為貝里斯之聯絡道路。公車主要據點為瓜地馬拉市。

## 都市交通

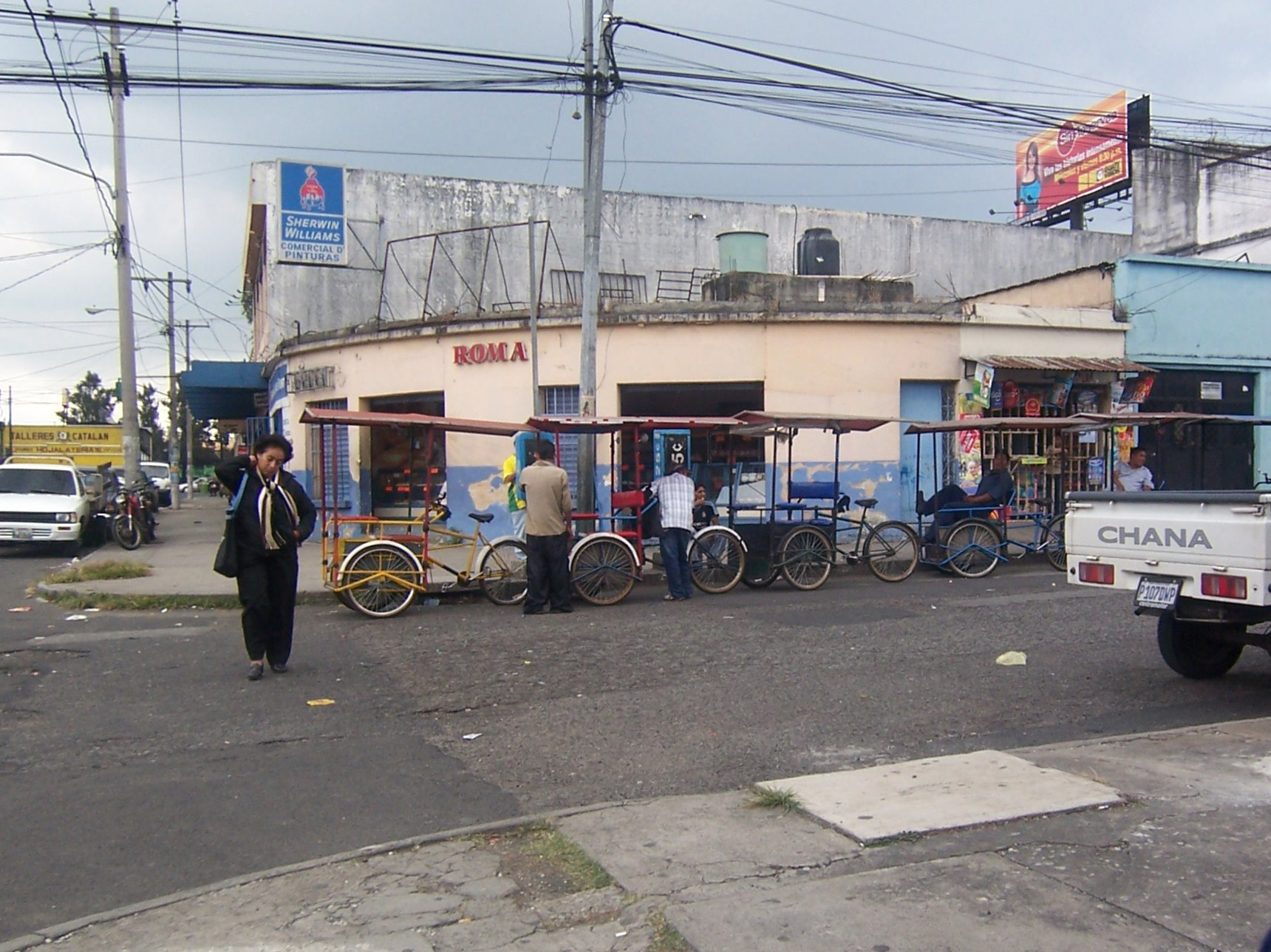
首都街頭的三輪車計程車
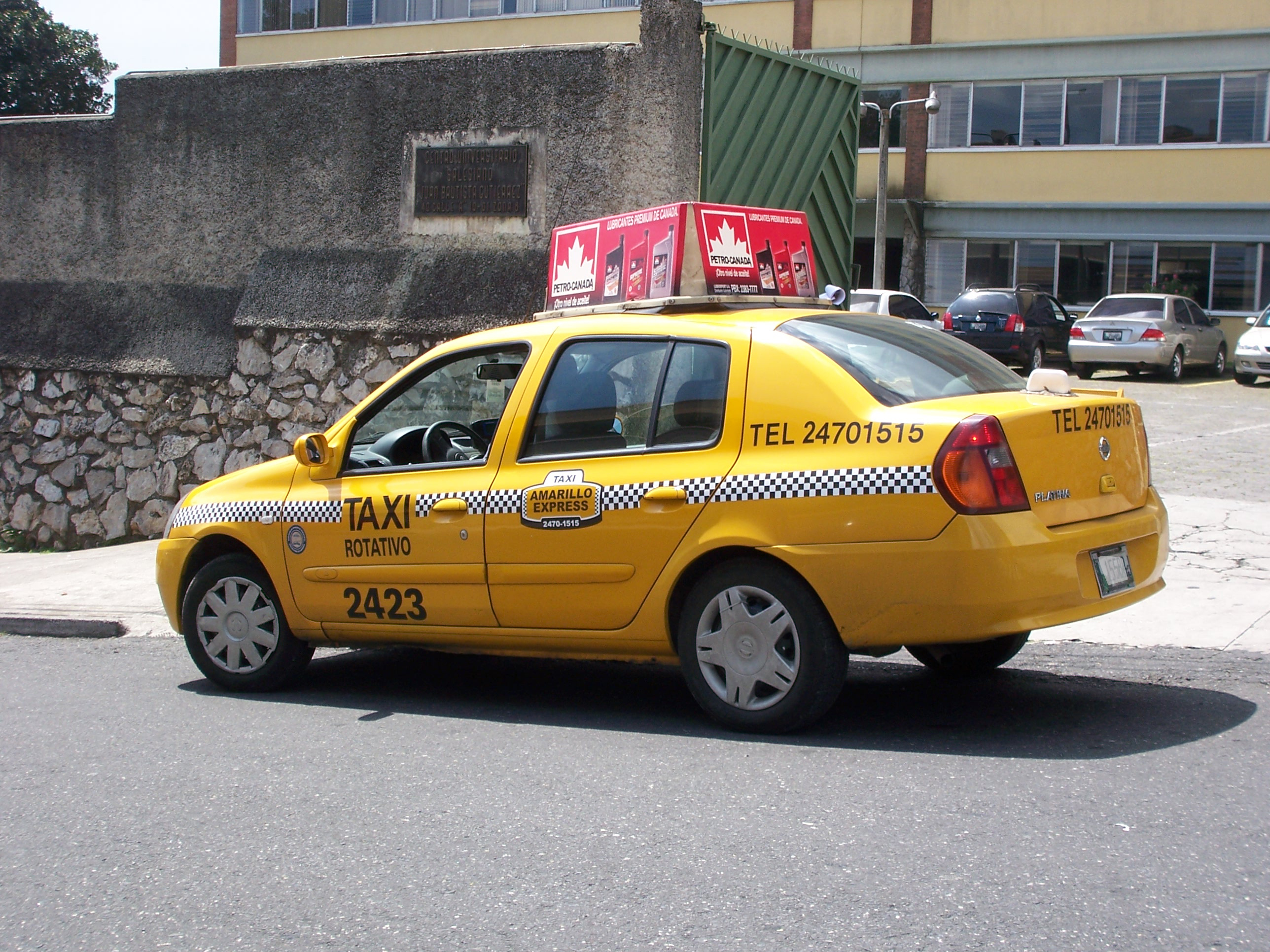
出租车

危地馬拉的城市交通主要依靠城市公交系統，用於短途公共交通，由於危地馬拉市都市區的發展扩张，城市中的公交公司通常会设置拥有明確的停靠點的線路，例如Transmetro和Transurbano。
城市交通系统BRT于1990年在危地馬拉启用，從那以後它一直是危地馬拉市使用最廣泛的交通系统之一。

## 铁路运输

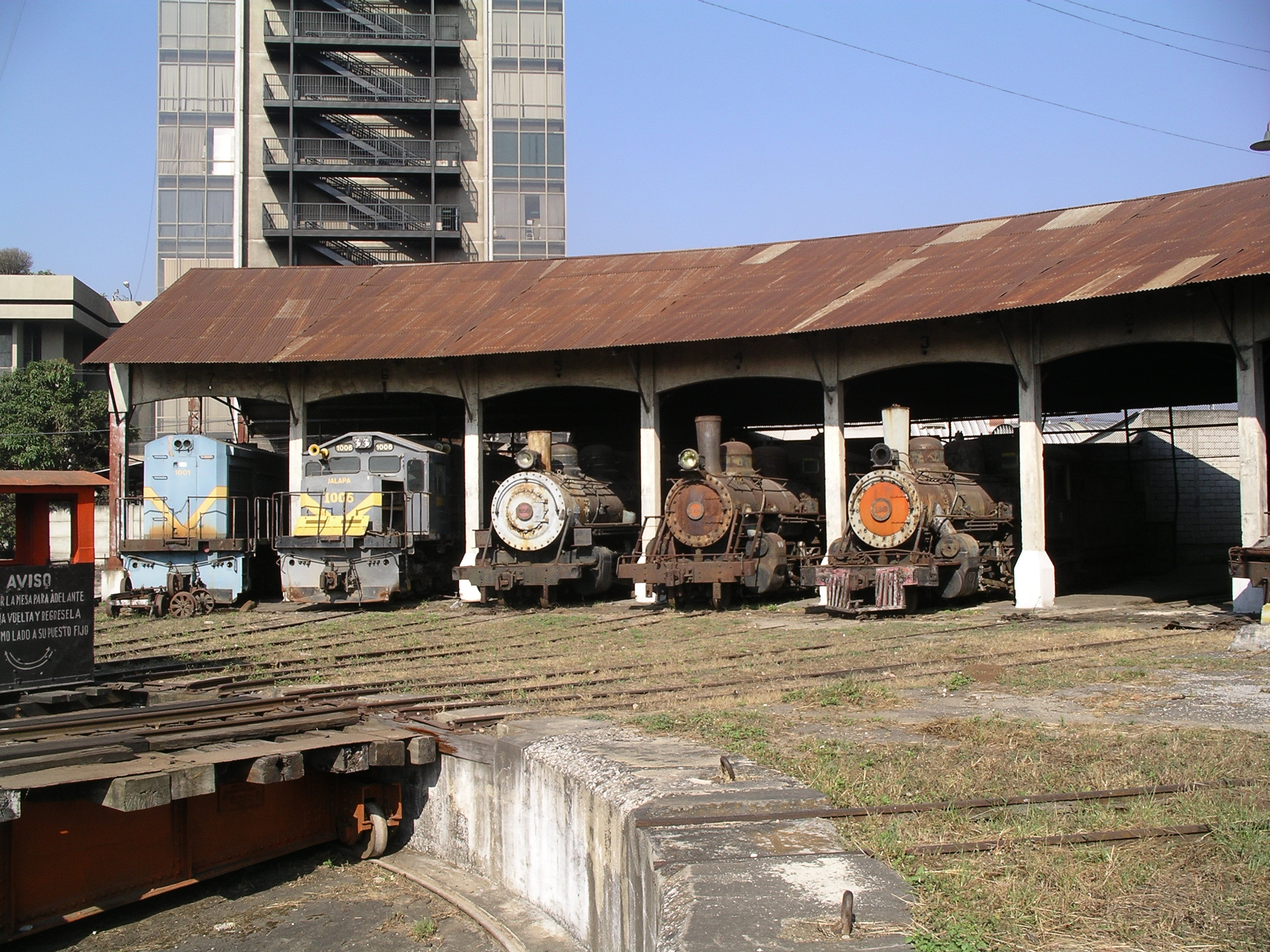
危地马拉城铁道博物馆扇形车库里停放的蒸汽机车

瓜地馬拉的鐵路修建於1880年和1930年之間，總里程885千米，曾經有鐵路连接邻国墨西哥的恰帕斯州、萨尔瓦多的圣安娜省，現已荒廢。在瓜地馬拉市第一區及克萨尔特南戈有鐵道博物館，可以懷念過去瓜國的鐵道時光。
另外，危地马拉政府计划在2021年開始修建日运输量250,000人次的危地马拉城轻轨線路。 

## 管道运输
- 输油管道共480千米。

## 海港
危地马拉有五个主要的海港，但尚无商船队。

### 大西洋岸的海港

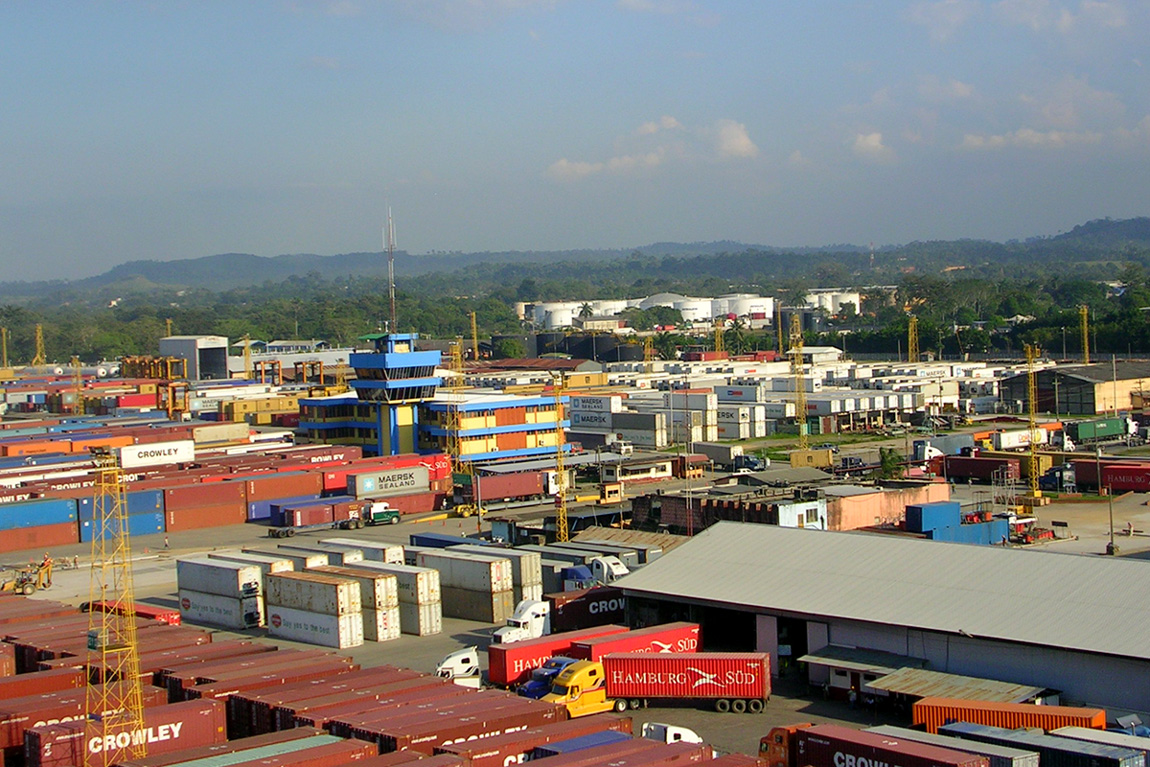
圣托马斯德卡斯蒂利亚港的集装箱码头

- 巴里奥斯港
- 圣托马斯德卡斯蒂利亚

### 太平洋岸的海港
- 钱佩里科
- 圣何塞港

## 内河运输

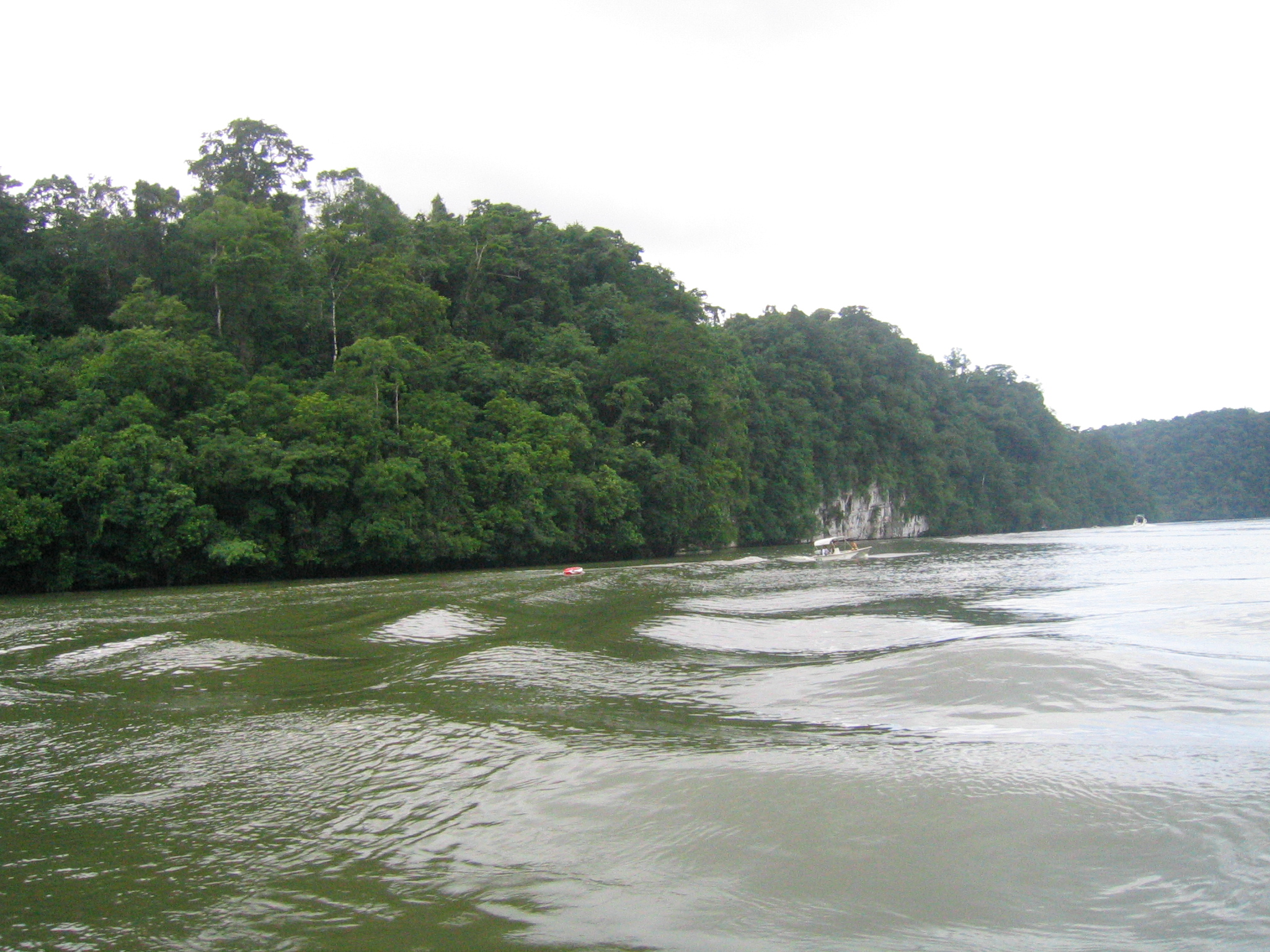
甜水河是危地马拉最主要的内河航道之一

危地马拉有260千米的河道可以全年通航，另有730千米的河道在丰水季节可以通航。

## 航空运输
瓜地馬拉有兩大主要國際機場，分別為瓜地馬拉市的拉奧羅拉國際機場與北碇省弗洛雷斯的馬雅世界國際機場。此外，在克萨尔特南戈、韦韦特南戈、巴里奥斯港、雷塔卢莱乌等城市亦有地方机场连接危地马拉城。
其中，拉奧羅拉國際機場為危地马拉規模最大之機場，每日均有航班來往美國洛杉磯、亞特蘭大、邁阿密，以及薩爾瓦多、巴拿馬、墨西哥等地。

## 相关参见
- 危地马拉